# Ришар II де Монфокон
Ришар II (Richard II de Montfaucon) (ум. 1162) — сеньор де Монфокон.
Сын Амедея I, графа Невшателя (в Бургундии).
Между 1124 и 1130 г. женился на Софии (ум. в апреле 1148), наследнице Монбельяра, дочери Тьерри II де Монбельяр. Благодаря этому браку род Монфокон утвердился в графстве Монбельяр.
Ришар II — основатель нескольких монастырей во Франш-Конте, в том числе аббатства Люсель (1125).
Дети:
- Амедей II, сеньор де Монфокон, граф Монбельяра.
- Стефания (Этьенетта) (ум. после 1183), аббатиса аббатства Сент-Одиль в Бом-ле-Дам.
- Рено (р. ок. 1135).
- Тьерри II де Монфокон (погиб 15 ноября 1190 при осаде Акры), архиепископ Безансона с 1180.
- Клеменция, муж — Жерар, сеньор де Фован.